# Frances Vane-Tempest
Lady Frances Anne Vane-Tempest, marchesa di Londonderry (Londra, 17 gennaio 1800 – Durham, 20 gennaio 1865), è stata una nobildonna britannica.

## Biografia

### Infanzia
Era la figlia di Sir Henry Vane-Tempest, II baronetto, e di sua moglie, Anne MacDonnell, contessa di Antrim.

### Matrimonio

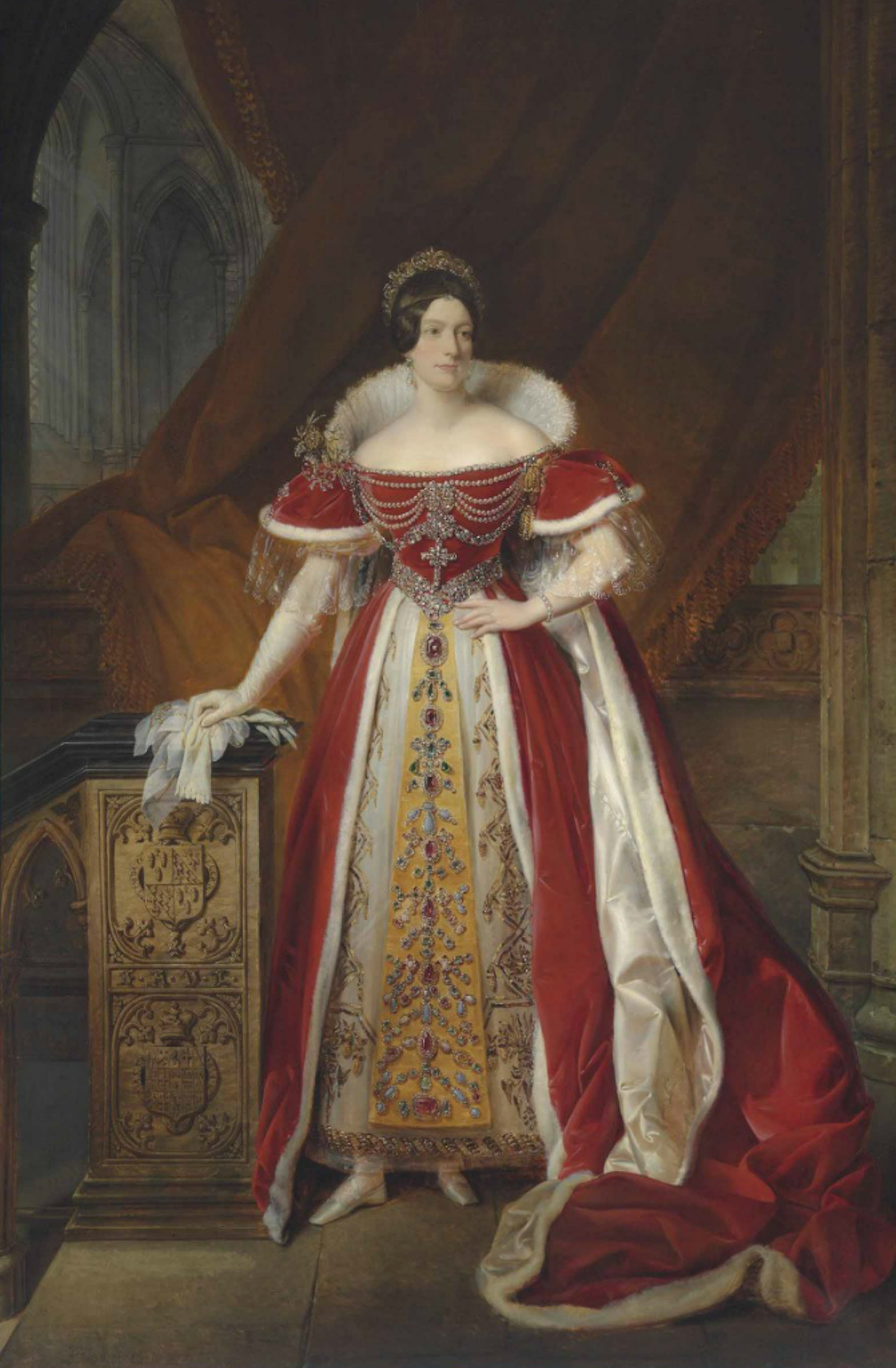
Lady Frances, marchesa di Londonderry, ritratta da Alexandre-Jean Dubois-Drahonet nel 1831

Sposò, il 3 aprile 1819, Charles Stewart, III marchese di Londonderry, figlio di Robert Stewart, I marchese di Londonderry, e della sua seconda moglie, Lady Frances Pratt. Ebbero sei figli.

### Morte
Morì a Durham il 20 gennaio 1865.

## Discendenza
Lady Frances e Charles Stewart, III marchese di Londonderry ebbero sei figli:
- George Vane-Tempest, V marchese di Londonderry (1821-1884)
- Lady Frances Anne Emily Vane (1822-1899), sposò John Spencer-Churchill, VII duca di Marlborough, ebbero undici figli;
- Lady Alexandrina Maria Octavia Vane (1823-1874), sposò Henry Dawson-Damer, III conte di Portarlington, non ebbero figli;
- Lord Adolphus Frederick William Charles Vane-Tempest (1825-1864), sposò Lady Susan Pelham-Clinton, ebbero un figlio;
- Lady Adelaide Emelina Caroline Vane (1830-1882), sposò il reverendo Henry Frederick Law, non ebbero figli;
- Lord Ernest McDonnell Vane-Tempest (1836-1885), sposò Mary Townshend Hutchinson, ebbero un figlio.